# Класа 49
Класа 49 је мала једрилица за два једриличара која се користи за спортска такмичења и рекреацију. Једрилицу класе 49 је осмислио Аустралијанац Џулијан Бетвајте 1995. Једрилица је добила име по својој дужини (4,995 метара). Коришћењем асиметричног спинакера постигнуте су веће брзине и једноставније управљање. 
Једриличарска класа 49 је први пут била на програму Летњих олимпијских игара 2000, и од тада је постајала све популарнија. Ова олимпијска класа је отворена за такмичаре оба пола. 